# Teucholabis (Euparatropesa) heteropoda
Teucholabis (Euparatropesa) heteropoda is een tweevleugelige uit de familie steltmuggen (Limoniidae). De soort komt voor in het Neotropisch gebied.